# Катастрофа United Airlines рейс 232
Рейс 232 був регулярним внутрішнім рейсом авіакомпанії United Airlines з міжнародного аеропорту Степлтона у Денвері до аеропорту О'Гара в Чикаго і далі до аеропорту Філадельфія. 19 липня 1989 року борт DC-10 (зареєстрований як N1819U), що виконував цей рейс, здійснив аварійну посадку в аеропорту Су-Гейтвей в Су-Сіті, штат Айова, після того, як зазнав катастрофічної поломки середнього двигуна через невиявлений виробничий дефект у диску вентилятора, що призвело до втрати керування. З 296 пасажирів і членів екіпажу, які перебували на борту, 112 загинули, тоді як 184 людям вдалося вижити. Тринадцять пасажирів не постраждали. Це була найсмертоносніша авіакатастрофа з одним літаком в історії United Airlines.
Попри людські жертви, аварія вважається хорошим прикладом успішного керування можливостями екіпажу — більшість людей на борту вижили. Досвідчені пілоти-випробувачі на тренажерах не змогли відтворити це приземлення безпечно. Ця аварія стала відомою як «неможлива посадка», оскільки вважається однією з найскладніших посадок, коли-небудь здійснених в історії авіації.

## Історія
Через 1 годину і 7 хвилин після зльоту на ешелоні 370 екіпаж почув звук вибуху. Прилади показали відмову середнього двигуна. Тиск у всіх гідросистемах впав до нуля і літак почав кренитися вправо з опусканням носа. Літак не реагував на відхилення органів управління. Тоді командир прибрав режим лівому двигуну до малого газу і літак почав виходити з крену.
Екіпаж оголосив сигнал лиха і запросив курс на найближчий аеродром. Служба руху запропонувала їм аеродром міста Sioux. Серед пасажирів літака виявився пілот-інструктор ДС-10 і він прийшов на допомогу екіпажу. Командир віддав йому управління двигунами. Літак мав тенденцію правого крену, тому інструктор керував двигунами двома руками, постійно підтримуючи режим правому двигуну більше, ніж лівому.
За 11 хвилин до посадки екіпаж випустив шасі за допомогою аварійної процедури, коли шасі випускаються без гідросистеми за допомогою власної ваги. Закрилки та передкрилки залишалися в прибраному положенні. Крайні 20 секунд перед приземленням швидкість була близько 215 вузлів і вертикальна швидкість зниження близько 1620 футів/хвилину.
Плавні коливання за креном і тангажем тривали аж до приземлення, але безпосередньо перед землею літак почав різко кренитися вправо. Пілот-інструктор керував двигунами аж до контакту із землею. Він бачив виникнення крену і думав, що збільшив тягу двигунів безпосередньо перед торканням ЗПС.
Літак приземлився на початку ЗПС 22. Початковий контакт був кінцівкою правого крила, потім правою основною стійкою шасі. Від удару літак зруйнувався на кілька частин, виникла пожежа. Аварійним службам вдалося врятувати 185 осіб, 13 з яких взагалі не постраждали.

## Розслідування
У завершальному акті розслідування катастрофи національного агентства NTSB є спеціальний розділ, присвячений льотним якостям екіпажу та інструктора, який прийшов до них на допомогу.
| | Через втрату трьох гідросистем екіпаж потрапив в унікальну ситуацію, коли управління літаком виявилося дуже обмеженим. Єдиним засобом, що давав змогу керувати літаком, була зміна тяги двигунів № 1 і № 3. Основним завданням, яке стояло перед екіпажем, було управління траєкторією польоту літака, що здійснює фугоїдні (довгоперіодичні) коливання по тангажу з періодом коливань близько 60 секунд. Це завдання було надзвичайно важко виконати, оскільки додатково потрібно було витримувати різну тягу на двигунах № 1 і № 3 для управління літаком за креном і водночас безперервно змінювати сумарну тягу двигунів для управління за тангажем. Фірма розробник і авіаційна адміністрація FAA не розглядали ситуацію втрати трьох гідросистем як ймовірну і не розглядали, як діяти екіпажу в такій ситуації. Відтворення аварійної ситуації на тренажері літака засвідчило, що неможливо навчити льотний склад, який експлуатує ДС-10, посадці з відмовою трьох гідросистем. Витримування окремих параметрів польоту, як-от швидкість, задана зона приземлення, курс літака, тангаж або вертикальна швидкість зниження можливе окремо, але практично неможливо витримувати всі параметри одночасно. Після ретельного вивчення того, як сертифіковані на ДС-10 пілоти справляються із ситуацією на тренажері, NTSB дійшов висновку, що тренування на тренажері не зможуть навчити пілотів безпечної посадки за такого виду відмови. У разі відмови трьох гідросистем літак неможливо посадити безпечно. Результати пілотування літака, показані екіпажем в аварійній ситуації, заслуговують на найбільшу похвалу і значно перевищують те, що можна було б очікувати для цих умов. |
| — National Transportation Safety Board Aircraft Accident Report United Airlines Flight 232 July 19, 1989 | |